# Fundacja Niemiecka
Fundacja Niemiecka (niem. Deutsche Stiftung) - organizacja niemiecka powołana w listopadzie 1920 roku z inspiracji rządu niemieckiego w celu niesienia pomocy ludności niemieckiej mieszkającej poza granicami Niemiec. Została rozwiązana w 1940.

## Historia
Została stworzona w Republice Weimarskiej pod auspicjami niemieckiego MSZ. Jej celem było wsparcie finansowe instytucji mniejszości niemieckiej zamieszkałych na terenie Czechosłowacji i Polski „utrzymanie i umacnianie niemczyzny na terenach odstąpionych”. Finansowała organizacje społeczne, kulturalne, gospodarcze, szkolnictwo oraz prasę niemiecką na terenie Europy środkowej.